# Alfons Vogtel
Alfons Vogtel (* 9. Juni 1952 in Hüttigweiler; † 3. Dezember 2022 in Völklingen) war ein deutscher Politiker und Mitglied der CDU.

## Ausbildung und Beruf
Nach Schulbesuch und Zivildienst besuchte Vogtel von 1974 bis 1977 die Katholische Fachhochschule für Sozialwesen. 1977 bis 1978 absolvierte er ein Berufspraktikum beim Jugendamt des Saarpfalz-Kreises. Anschließend war er bis 1980 als Sozialarbeiter im Jugendhaus in Bexbach tätig. 1980 wechselte als er Sachgebietsleiter Jugendpflege zum Jugendamt des Saarpfalz-Kreises.
2007 wurde er Geschäftsführer der SHG-Gruppe, eines saarländischen Klinikbetreibers. 2019 trat er in den Ruhestand ein. Neben seiner Tätigkeit als Geschäftsführer der SHG war Vogtel von 2012 bis 2014 sowie von 2017 bis 2018 ehrenamtlicher Vorsitzender der Saarländischen Krankenhausgesellschaft, einer Interessenvertretung der saarländischen Kliniken.
Vogtel starb am Morgen des 3. Dezember 2022 in der Völklinger SHG-Klinik.

## Politik
Vogtel trat 1966 der Jungen Union und drei Jahre später der CDU bei. Von 1966 bis 1975 war er im Ortsvorstand der Jungen Union, im Kreisvorstand der Jungen Union und im Landesvorstand, dort auch als stellvertretender Landesvorsitzender der Jungen Union. Von 1973 bis 1975 war er im Deutschlandrat der Jungen Union vertreten. Ab 1982 war er stellvertretender Kreisvorsitzender der CDU Neunkirchen. Von 1989 bis zu seinem Tod war er Fraktionssprecher der CDU im Gemeinderat Illingen.
1985 rückte er für den verstorbenen Abgeordneten Werner Scherer in den Landtag des Saarlandes nach. Dort war er seit 1999 stellvertretender Vorsitzender seiner Fraktion. Er gehörte den Ausschüssen Gesundheit und Soziales sowie Umwelt an. Am 6. Oktober 2004 wurde er zum Vizepräsidenten des Landtags gewählt. Sein Landtagsmandat legte er nieder, nachdem er zum 1. April 2007 Geschäftsführer der Saarland-Heilstätten ernannt wurde.